# Domenico Procacci
Domenico Procacci (Bari, 8 de febrero de 1960) es un productor de cine italiano.

## Biografía
Nacido en Bari, Procacci debutó como productor a finales de la década de 1980, cuando cofundó con Renzo Rossellini y otros socios la productora Vertigo. En 1990 creó la compañía Fandango, que debutó con un éxito de taquilla, La stazione de Sergio Rubini. Pronto se especializó en la producción de películas de bajo presupuesto dirigidas por jóvenes cineastas. En 1992 comenzó una larga colaboración con Rolf de Heer, produciendo y distribuyendo sus películas en Italia.
Procacci ganó cuatro premios David de Donatello al mejor productor, y cuatro cintas de plata en la misma categoría.